# Pycnonotus hualon
El bulbul caripelado (Pycnonotus hualon) es una especie de ave paseriforme de la familia Pycnonotidae endémica de Laos. Fue descubierta en 2009 en Laos, la anterior especie de bulbul sue había descubierta en Asia hacía casi un siglo. Es uno de los pocos pájaros de Asia con la cara sin plumas.